# Zwicker (Kartenspiel)

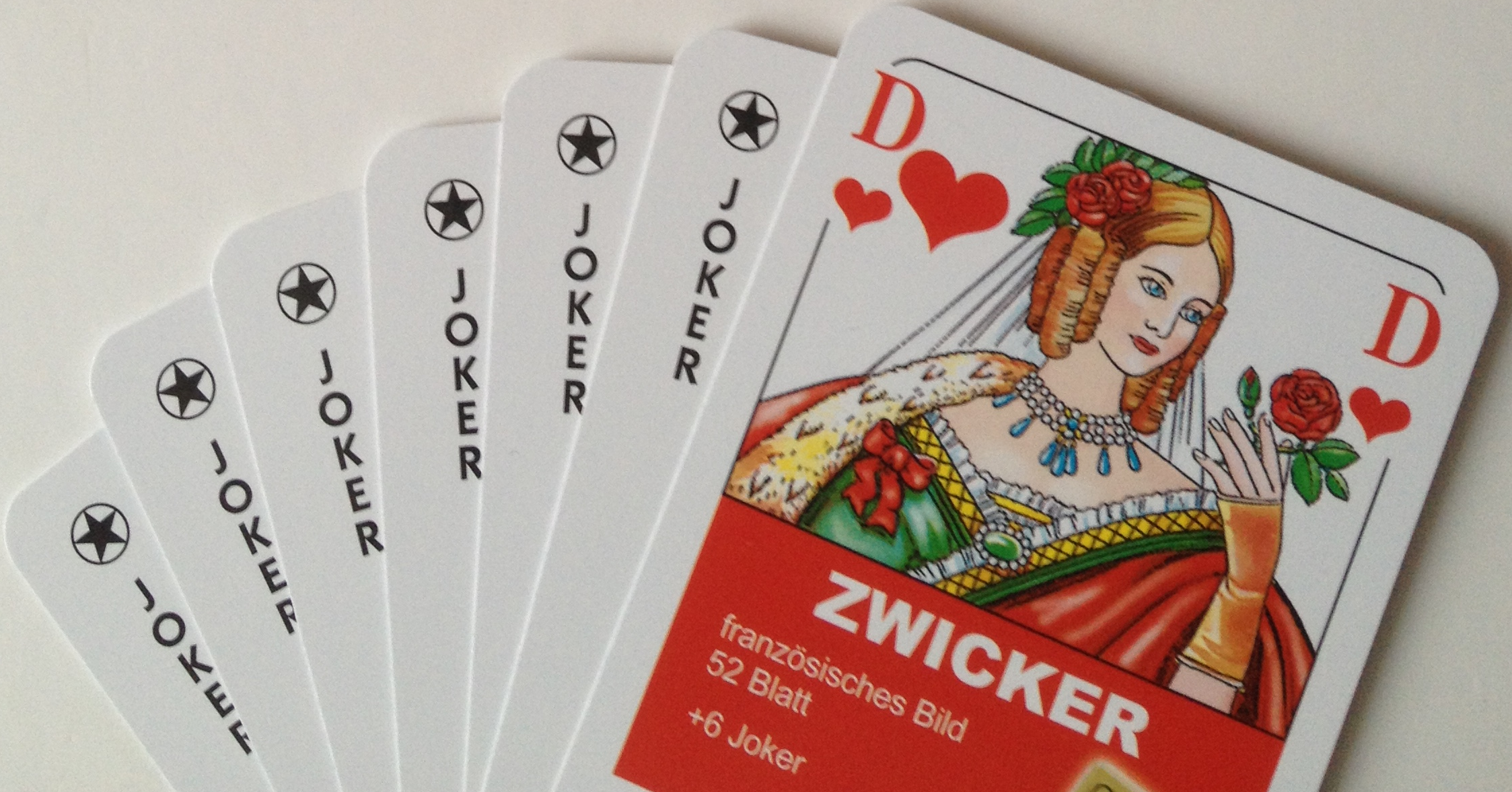
Ein Kartenstapel Zwicker Spielkarten (nicht mehr hergestellt)

Zwickern oder Zwicker ist ein altes Karten-Raubspiel für zwei bis acht Spieler, aber am besten für vier Personen die zwei Parteien bilden. Die Variante ohne Joker ist nur in Kartenspielbüchern zu finden; die Variante mit bis auf sechs Joker dagegen wird praktisch gespielt, obwohl die Regeln je nach Dorf oder Gesellschaft leicht in ihren Details variieren. Hans Fallada hat es als „ein ziemlich gerissenes holsteinisches Bauernspiel“ bezeichnet. Das Spiel stammt vom alten englischen Spiel Cassino ab.

## Name
Zwickern ist der am häufigsten in Büchern und handelsbezogenen Spielregeln gebrauchte Name. Zwickeln nennt es nur Mensing. Grupp dagegen nennt es Zwicker aber gibt Zwickern und Zwickeln als Alternativen. Laut McLeod aber bezeichnen die meisten Spieler das Spiel als Zwicker. Auch wurden die spezielle für dieses Spiele hergestellten Kartenspiele Zwicker genannt (s. Bild). Ein weiterer Name ist Zwick nach der gleichnamige Tat, bei der ein Spieler den Tisch von Karten räumt. Zwickel ist noch ein weiterer Name einer alten Spielform. Nicht zu verwechseln ist das Spiel mit dem deutsch-österreichischen Hazardspiel Zwicken.

## Geschichte
Zwicker stammt vom alten englischen Spiel Cassino ab, das erst 1792 erwähnt wird. Belege dafür sind die englischen Begriffe wie Lurch und Sweep, die in den ersten deutschen Quellen erscheinen, und der Cassino-ähnliche Spielmodus und das Punktsystem, die später im Zwicker einbezogen wurden. Zwicker selbst wird zuerst von Fritz Lau in seinem 1918 Werk Elsbe erwähnt, wobei eine Person namens Hans-Ohm am "Zwickeln" 23 Groschen verliert. 1928 hat es Hans Fallada in Heute bei uns zu Haus als ""ein ziemlich gerissenes holsteinisches Bauernspiel mit zweiundfünfzig Karten und einem Joker" bezeichnet. Die Regeln werden aber erst 1930 von Hülsemann in Das Buch der Spiele beschrieben, wobei hier das Spiel ohne Joker gespielt wird und es wie eine Weiterentwicklung des Royal Cassinos aussieht. Zuerst wurde es nur mit einem Rommé-Kartenspiel gespielt, bald aber wird es gewöhnlich mit 2, 3, 4 oder sogar 6 Jokern betrieben. Seit den 50er Jahren wurden von ASS Altenburger spezielle 58-Blatt Kartenspiele hergestellt, heute aber nicht mehr. Der letzte Hersteller, NSV, bietet sie nicht mehr im Sortiment an.
1935 wurde Zwicker im Schleswig-Holstein als „beliebt“ beschrieben und besonders in den holsteinischen Orten von Krempermarsch, Wilstermarsch und Dithmarschen sowie Eiderstedt und Nordfriesland in Schleswig gespielt. Es wurde fast nie um Geld gespielt, sondern meist um ein Glas Bier oder einen Grog. Zwicker könnte zwar ursprünglich aus Dithmarschen kommen, aber es musste in der Region weit verbreitet und sehr beliebt sein, damit spezielle Kartenspiel dafür hergestellt wurden.
In jüngste Zeit wird Zwicker in Nordfriesland gespielt z. B. in Neukirchen, Leck und am Insel Sylt – sowie östlich davon im Kreis Schleswig-Flensburg bei Sieverstedt und Schafflund. Auch wird es noch in Holstein am Tappendorf gespielt.

## Joker
Ursprünglich wurden in diesem Spiel keine Joker verwendet, aber heute ist es eines der wenigen Spiele, das mit bis zu sechs Jokern in einem einzigen Paket gespielt wird. Ab den 1950er Jahren wurden zu diesem Zweck spezielle Zwicker-Pakete hergestellt, zunächst von ASS Altenburger und später auch vom NSV. Letztere Firma produzierte sie bis etwa 2020. Heute sind sie nicht mehr erhältlich und man braucht zwei Pakete Standardkarten mit jeweils 3 Jokern und dem gleichen Rückseitendesign, um die Versionen mit 4 bis 6 Jokern spielen zu können. Wo Joker verwendet wurden, spielen sie eine wichtige Rolle im Spiel und sind normalerweise die wertvollsten Zählkarten. Ein Großteil der Literatur folgt Hülsemann darin, dass keine Joker verwendet werden; bei Grupp und Parlett sind sie optional; aber in der Praxis beinhalten alle Berichte von echten Spielern die Verwendung von Jokern, auch wenn ihre Werte variieren.
Laut Grupp (1975) ist die normale Regel, dass sie, egal ob auf dem Tisch oder aus der Hand gespielt, Joker sind und jede vom Spieler gewählte Karte darstellen. Optionale Regeln zur Begrenzung dieser Befugnisse sind: Wenn ein Joker die einzige Karte auf dem Tisch ist, darf er nur von einem anderen Joker genommen werden; wenn ein Joker verwendet wird, um alle Karten vom Tisch zu räumen, zählt er nicht als „Zwick“; oder sogar, dass Joker nie vom Tisch genommen werden dürfen, was effektiv verhindert, dass weitere „Zwicks“ gemacht werden. Parlett folgt Grupp, aber McLeod weist darauf hin, dass kein Spieler in Schleswig-Holstein die Joker als Joker behandelt und glaubt, dass Grupp die Regel für den Joker erfunden hat, um die Joker im Stapel zu erklären.
In der Praxis verwenden die Spieler mindestens 1 und bis zu 6 Joker mit verschiedenen Übereinstimmungs- und Wertungswerten – siehe unten.

## Zwickern (ohne Joker)
Hier wird das Spiel ohne Joker beschrieben. Es wird mit dem französischen Bild (52 Karten), bei mehr als vier Mitspielern mit zwei Blättern, gespielt. Ziel ist es, möglichst viele auf dem Tisch ausliegende Karten zu stechen.

### Kartenwerte
Die Karten besitzen folgende Werte:
- König: 14 Punkte
- Dame: 13 Punkte
- Bube: 12 Punkte
- Ass: 11 Punkte
- Zahlenspielkarte: angegebener Zahlwert

### Ablauf
Jeder Spieler erhält einzeln vier Karten. Auf dem Tisch werden für alle sichtbar ebenfalls vier Karten ausgelegt, im Folgenden „Bild“ genannt. Nun gilt es reihum Karten aus dem Bild zu stechen. Gestochen werden darf, wenn der gehaltene Kartenwert einer oder mehreren Karten des Bildes entspricht. Mit einem König (Wert 14) kann man also eine 9 und eine 5 (zusammen Wert 14) stechen. Auch wenn im Bild mehrere Bildkarten liegen, können sie mit nur einer Karte gestochen werden. So kann man also mit einer Damenkarte zwei Damen aus dem Bild stechen, und ergeben die zwei übrigen Karten zusammen auch noch 13 (der Kartenwert der Dame), dann werden diese ebenfalls eingesammelt. Hat man wie im letzten Fall alle Karten abgeräumt, gilt dies als ein Zwick und zählt mehr bei der Abrechnung. Sind die Handkarten eines Spielers verbraucht, erhält er vier neue. Kann ein Spieler keine Karte aus dem Bild stechen, legt er eine seiner Handkarten auf eine im Bild. Die aufeinander gelegten dürfen den Wert 14 nicht übersteigen. Aufeinander gelegte Karten können mit ihrem addierten Wert gestochen werden.

### Abrechnung
Sind alle Karten verbraucht, endet eine Spielrunde. Gewonnen hat, wer die meisten oder wenn ausgemacht, wer die vorher vereinbarten Punkte erreichte. Dabei zählen:
- meiste gestochene Karten = 1 Punkt
- Karo 7 und Pik 7 = je ein Punkt
- gestochenes Ass = 2 Punkte
- Zwick = 3 Punkte
- Karo 10 = 10 Punkte

## Zwicker mit 6 Joker
Eine Variante mit 52 französischen Blatt und 6 Joker wird noch in Großenwiehe und Sillerup von 2 bis 6 Personen gespielt. Wenn 4 oder 6 teilnehmen, spielen sie in zwei Parteien.

### Kartenwerte
Die Kartenwerte sind wie folgt:
- König: 4 oder 14 Punkte
- Dame: 3 oder 13 Punkte
- Bube: 2 oder 12 Punkte
- Ass: 1 oder 11 Punkte
- Zahlenspielkarte: angegebener Zahlwert
- Joker: 15, 17, 20, 22, 25 oder 30 Punkte

Es ist zu bemerken, dass As, König, Dame und Bube, jeweils zwei mögliche Werte haben. Nur wenn die Karte, ausgespielt, aufgenommen oder aufgebaut wird, muss der Spieler den Wert bestimmen. Jeder Joker dagegen hat nur einen Wert, der auf der Bildseite der Karte nach oben geschrieben wird.

### Ablauf
Jeder bekommt der Reihe nach verdeckt 2 Karten, dann legt der Kartengeber 5 Karten mit Bild nach oben auf dem Tisch. Die Spieler bekommen noch einmal 2 Karten und weitere 5 Karten werden auf den Tisch gelegt. Jetzt hat jemand 4 Karten und es gibt ein „Bild“ von 10 Karten in der Tischmitte. Die restlichen Karten werden zur Seite gelegt.
Die Vorhand, d. h. der links des Gebers sitzende, beginnt. Jeder Spieler, wenn er an der Reihe ist, kann eine der folgenden Aktionen ausführen:
- Eine Karte als zusätzliche Tischkarte auslegen
- Eine Karte ausspielen und eine oder mehrere Tischkarten mitnehmen, die den entsprechenden Wert haben. Die ausgespielte Karte und alle mitgenommene Karten werden in einem Haufen verdeckt abgelegt
- Eine Karte auf eine der Tischkarten auf- oder abbauen. Er muss den neuen Wert ansagen. Man kann auch für seinen Mitspieler bauen - es ist erlaubt, ihn zu fragen, ob er einen bestimmten Kartenwert hat.

Wenn ein Spieler alle Bildkarten mitnimmt, hat er einen Zwick gemacht, der einen Bonuspunkt bringt. Das wird durch eine umgedrehte Karte (Bild nach oben) vom Haufen gekennzeichnet.
Jedes Mal, wenn alle Spieler die 4 Handkarten gespielt haben, bekommen sie je 4 weitere Karten, bis der Stock aufgebraucht wird. Die letzte Karte, die niemand mitnehmen kann, gehört zum Spieler, der die letzte Karte mitgenommen hat.

### Abrechnung
Gewonnen hat, wer die meisten oder wenn ausgemacht, wer die vorher vereinbarten Punkte erreichte. Dabei zählen:
- Joker - 5, 7, 10, 12, 15 und 20 Punkte (also 10 weniger als die oben geschriebenen Werte)
- meiste gestochene Karten = 3 Punkte
- Karo 10 = 3 Punkte
- Kreuz 10, Pik 10, Herz 10 = je 1 Punkt
- Asse = je 1 Punkt
- Pik 2 (der Pingel) = 1 Punkt
- Zwick = 1 Punkt